# Папужка золотисточеревий
Папужка золотисточеревий або папужка травяний золоточеревий (Neophema chrysogaster) — птах родини папугові.

## Зовнішній вигляд
Довжина тіла близько 20 см. Забарвлення оперення зелене. Лоб синій з блакитною облямівкою. Лицьова зона жовтувата. Черевце і груди — оливково-болотні. Підхвістя і низ черевця жовті, на черевці внизу пурпурово-помаранчева пляма. Вигин крила фіолетовий. Дзьоб сірий. Райдужна оболонка коричнева. Лапи сірі. Самиця блідіша. Лоб синій. Пляма на черевці менша і менш виражена. У деяких самиць на внутрішній стороні крила є біла смуга. У самців вона завжди відсутня.

## Поширення
Мешкає на південному заході Тасманії; взимку на півдні і південному сході Нового Південного Уельсу, у Вікторії, на острові Кінг.

## Спосіб життя
Населяють прибережні зони, з низькою рослинністю, луки, топи, болота, лагуни з невисокими деревами, зустрічаються на полях соняшника.

## Розмноження
Гнізда влаштовують у листопаді-грудні у дуплах евкаліптів. У кладці 4-6 яєць. Насиджування триває 21 день, в 38-денному віці молоді папужки залишають гніздо.

## Загрози та охорона
Дуже рідкісний. На початку 1990-х років у дикій природі налічували близько 200 особин. В Австралії захищений законом.